# フランシスコ・モンテーロ
フランシスコ・ハビエル・モンテーロ・ルビオ（Francisco Javier Montero Rubio，1999年1月14日 - ）は、スペイン・セビリア出身のサッカー選手。ラシン・サンタンデール所属。ポジションはディフェンダー。

## 経歴
2014年に、15歳で地元チームのADネルビオンからアトレティコ・マドリードのユースに加入した。
2017年3月に網膜剥離を患った後、目の保護のためにアイプロテクターを着用して試合に臨んでいた。
2018年にディエゴ・シメオネ監督に召集され、アトレティコ・マドリードBに昇格した。同年9月23日のCDAナバルカルネロ戦でプロデビューを果たした。翌月30日にはアトレティコ・マドリードのトップチームに昇格し、スペイン国王杯のUEサン・アンドレウ戦で90分間フル出場した。
UEFAチャンピオンズリーグには2018年11月6日のボルシア・ドルトムント戦で、負傷したホセ・マリア・ヒメネスの代役として出場し、2-0の勝利に貢献した。
2019年9月2日、2024年まで契約を更新したと同時に、セグンダ・ディビシオンのデポルティーボ・ラ・コルーニャにレンタル移籍した。
2020年9月2日、ベシクタシュJKにレンタル移籍した。
2021年9月1日、移籍金100万ユーロでベシクタシュに完全移籍し、3年契約を結んだ。
2023年1月15日、ハンブルガーSVへのシーズン終了までのローン移籍が発表された。同年8月には、FCアロウカへのローン移籍が発表された。
2024年8月13日、ラシン・サンタンデールに2年契約で移籍した。

## タイトル
ベシクタシュJK
- スュペル・リグ : 2020-21